# دونالد سكوت (سياسي)
دونالد سكوت (بالإنجليزية: Donald Scott)‏ هو سياسي بريطاني (وحمل سابقاً جنسية المملكة المتحدة لبريطانيا العظمى وأيرلندا)، ولد في 13 نوفمبر 1901، وتوفي في 18 يونيو 1974. حزبياً، نشط في حزب المحافظين. في الانتخابات الفرعية في مجلس العموم البريطاني ‏، انتخب عضو برلمان المملكة المتحدة الـ37 عن دائرة Wansbeck ‏ (29 يوليو 1940 – 15 يونيو 1945) وفي الانتخابات العامة في المملكة المتحدة 1950 ‏، انتخب عضو برلمان المملكة المتحدة الـ39 عن دائرة بينريث وذا بوردر (23 فبراير 1950 – 5 أكتوبر 1951) وفي الانتخابات العامة في المملكة المتحدة 1951 ‏، انتخب عضو برلمان المملكة المتحدة الـ40 عن دائرة بينريث وذا بوردر (25 أكتوبر 1951 – 6 مايو 1955).